# Sur les toits
Sur les toits (cambrioleurs et gendarmes és un curtmetratge mut de comèdia francès del 1897 dirigit per Georges Méliès. La pel·lícula va ser estrenada per la Star Film Company de Méliès i està numerada 100 als seus catàlegs. La pel·lícula presenta un policia tonto que intenta detenir dos delinqüents al terrat d'un edifici d'apartaments . "Cada segon d'això", "minut de pel·lícula amb gran èxit en escena", segons Europa Film Treasues, "s'utilitza per construir l'acció i els moviments del personatge" i "fa ús de la decoració tridimensional del teatre", que "la competència va copiar ràpidament". La pel·lícula va ser inclosa a la col·lecció Will Day comprada pel ministre francès d'Afers Culturals André Malraux al col·leccionista Wilfrid Day l'any 1959 i conservada a l'Arxiu de Cinema francès.

## Sinopsi
Una dona demana ajuda des de la seva finestra mentre dos lladres s'enfilen pels terrats a casa seva, la lliguen i la llencen per la finestra. Un policia sent els seus crits i s'enfila al terrat, només per ser atrapat pels lladres abans de fugir.